# كارينا كوثبرت
كارينا كوثبرت (بالإنجليزية: Kareena Marshall)‏ هي لاعبة كرة الريشة بريطانية، ولدت في 27 يناير 1987.

## روابط خارجية
- كارينا كوثبرت على موقع BWF.tournamentsoftware.com (الإنجليزية)
- كارينا كوثبرت على موقع BWFbadminton.com (الإنجليزية)
- كارينا كوثبرت على موقع اتحاد ألعاب الكومنولث (مؤرشف) (الإنجليزية)